# Gyula O. H. Katona

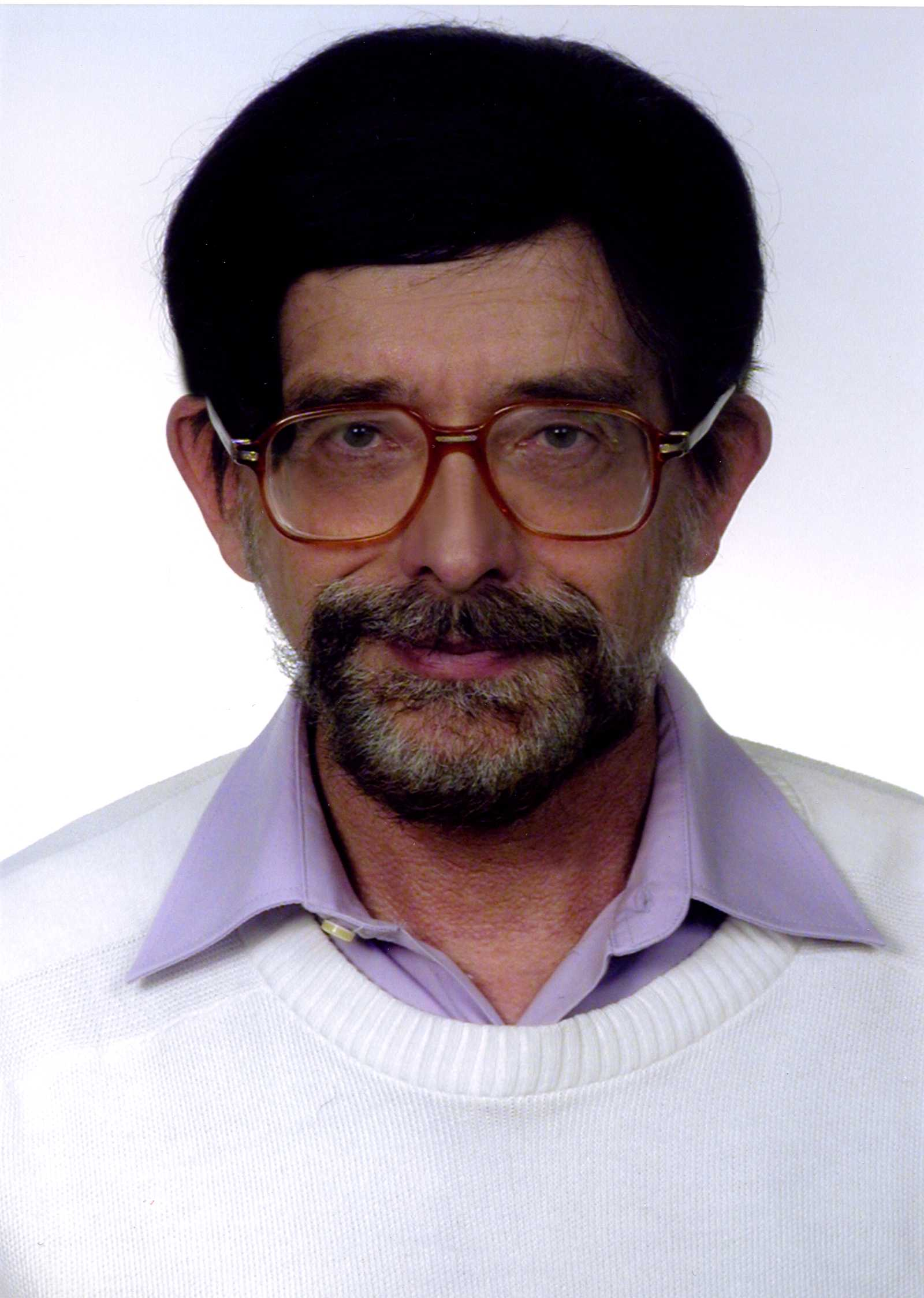
Gyula Katona tại Erlangen, 1975.

Gyula O. H. Katona sinh ngày 16.3.1941 là nhà toán học người Hungary, nổi tiếng về công trình nghiên cứu lý thuyết tổ hợp và nhất là về Định lý Kruskal–Katona cùng việc chứng minh định lý Erdős–Ko–Rado của ông.
Katona là tổng thư ký của Hội Toán học János Bolyai từ năm 1990 tới 1996. Năm 1966 và 1968 ông đoạt Giải Grünwald của Hội Toán học János Bolyai dành cho các nhà toán học trẻ xuất sắc. Năm 1976, ông đoạt Giải Alfréd Rényi của Viện Toán học Alfréd Rényi. Năm 2006, ông được bầu vào Viện hàn lâm Khoa học Hungary.

## Gia đình
Gyula O.H. Katona là cha của Gyula Y. Katona, cũng là nhà toán học chuyên về lý thuyết tổ hợp như người cha.